# Idiocera curticurva
Idiocera curticurva är en tvåvingeart som först beskrevs av Alexander 1975.  Idiocera curticurva ingår i släktet Idiocera och familjen småharkrankar.
Artens utbredningsområde är Iran. Inga underarter finns listade i Catalogue of Life.